# Mark Lee (zpěvák)
Mark Lee (korejské jméno: I Min-hjong; hangul: 이민형; * 2. srpna 1999), známý jako Mark, je kanadský raper, zpěvák a skladatel aktuálně působící v Jižní Koreji. Je členem jihokorejské chlapecké skupiny NCT a jejích podskupin NCT U, NCT 127 a NCT Dream. Mark poprvé debutoval v dubnu 2016, jako člen rotační podskupiny NCT U, v červenci se pak stal členem podskupiny NCT 127 a v srpnu téhož roku podskupiny NCT Dream. V říjnu 2019 Mark debutoval jako člen superskupiny SuperM.

## Kariéra

### 2013–2015: SM Rookies
V roce 2012 se Mark připojil k SM Entertainment poté, co v roce 2010 absolvoval SM Global Audition v Kanadě. V prosinci následujícího roku byl představen jako člen pre-debutového tréninkového týmu SM Rookies, který spravuje SM Entertainment. V roce 2014 se objevil v televizní reality show Exo 90: 2014 se skupinou EXO v rámci programu SM Rookies, kde zpíval a také vytvořil hudební videa prominentních idolů K-popu z 90. let. Mark se v roce 2015 objevil jako tzv. myší mušketýr spolu s dalšími účastníky SM Rookies v televizní pořadu The Mickey Mouse Club na Disney Channel Korea, který moderoval Leeteuk ze skupiny Super Junior, a který se vysílal od 23. července do 17. prosince.

### 2016 – 2018: NCT a sólové projekty
V dubnu 2016 společnost SM Entertainment potvrdila, že Mark a pět dalších členů SM Rookies - Taejong, Dojoung, Ten a Čaehjon - budou debutovat jako členové první NCT podskupiny NCT U. 9. dubna vydali první píseň s názvem „The 7th Sense“, na které se spolu s Taejongem podíleli na psaní textu. O tři měsíce později společnost SM oznámila, že se Mark stane členem druhé podskupiny NCT, NCT 127, spolu s Taejongem, Taeilem, Jutaem, Čaehjonnem, Winwinem a Haechanem. NCT 127 debutovali 10. července 2016 s EP NCT #127 s titulní skladbou „Fire Truck“.
Mark se připojil také ke třetí podskupině NCT, NCT Dream, společně s Renčunem, Čenoem, Haechanem, Čaeminem, Chenleem a Čisunkem. Skupina oficiálně debutovala 24. srpna 2016 s písní „Chewing Gum“. V září se Mark podílel se zpěvákem Henrym Lauem na soundtrackové písni „Going Through Your Heart“ k seriálu televize KBS Sweet Stranger and Me.
V lednu 2017 se Mark zúčastnil hip hopové reality show High School Rapper, kterou vysílala televize Mnet. Postoupil až do finále, kde předvedl ve spolupráci s kolegyní Seulgi z Red Velvet originální píseň „Drop“, která se umístila na 7. místě. V červenci 2017 Mark spolupracoval s Xiuminem ze skupiny EXO na singlu „ Young & Free“ v rámci SM Station. Ve stejném měsíci se Mark objevil v první sérii hudební varieté Snowball Project. Ve spolupráci s Pak Čae-čunkem vydal 21. července skladbu „Lemonade Love“, taktéž prostřednictvím SM Station, kterou produkovali Henry Lau a Jun Čong-šin.
Od února 2018 působil Mark jako jeden z hlavních konferenciérů hudebního programu Show! Music Core; program opustil v lednu 2019, aby se mohl soustředit na aktivity spojené s NCT 127. V květnu 2018 se stal řádným členem obsazení televizní reality show It's Dangerou Beyond The Blankets televize MBC. V říjnu 2018 vydal Mark píseň „Dream Me“ s Joy z Red Velvet pro soundtrack k dramatu The Ghost Detective televize KBS. Mark byl prvním členem, který oficiálně "absolvoval" ve skupině NCT Dream a to k 31. prosinci 2018, ačkoli se ke skupině později znovu připojil a to v dubnu 2020 poté, co byl zrušen její systém promoce, založený na věku (při dosažení dospělosti musel člen opustit skupinu) .

### 2019 – současnost: SuperM
7. srpna 2019 byl Mark potvrzen jako člen superskupiny SuperM, vytvořené jihokorejskou společností SM Entertainment ve spolupráci s americkou společností Capitol Records. Skupina začala s propagací v říjnu téhož roku na americkém hudebním trhu. Debutové EP SuperM vyšlo 4. října 2019 s titulním písní „Jopping“. Mark pokračoval v propagaci se SuperM po celý rok 2020 v rámci vydání prvního studiového alba skupiny - Super One.